# Contea autonoma li e miao di Baoting
La contea autonoma li e miao di Baoting (保亭黎族苗族县S, Bǎotíng Lízú Miáozú ZìzhìxiànP) è una contea della Cina, situata nella provincia di Hainan.